# Râul Almaș, Mureș
Râul Almaș este un curs de apă, afluent al râului Mureș. 

## Hărți
- Harta județului Hunedoara
- Harta munților Apuseni